# Mikhail Kulagin
Mikhail Andreyevich Kulagin (em russo:  Михаил Андреевич Кулагин) (Moscou, 4 de agosto de 1994), é um basquetebolista profissional russo que atualmente joga pelo CSKA Moscou disputando a EuroLiga e a Liga Unida Russa. O atleta possui 1,92m e 91kgs atuando na posição armador.

## Estatísticas

### EuroLiga
| Temporada | Clube | J | Pts | Avg | 2Pt | %  | 3Pt  | %    | LL  | %  | Reb | BR | As | Bl |
| 2015-16   | CSKA  | 1 | 5   | 5   | 0/0 | 0  | 1/4  | 25   | 2/4 | 50 | 1   | 2  | 1  | 0  |
| 2016-17   | CSKA  | 7 | 25  | 3.6 | 3/6 | 50 | 5/12 | 41.7 | 4/5 | 80 | 2   | 2  | 0  | 1  |
| 2017-18   | CSKA  | 6 | 16  | 2.7 | 2/4 | 50 | 4/10 | 40   | 0/0 | 0  | 0   | 2  | 8  | 0  |

### EuroCopa
| Temporada | Clube             | J | Pts | Avg | 2Pt  | %  | 3Pt | %    | LL  | %  | Reb | BR | As | Bl |
| 2012-13   | Triumph Lyubertsy | 8 | 12  | 1.5 | 3/12 | 25 | 1/6 | 16.7 | 3/4 | 75 | 15  | 7  | 6  | 0  |